# Querstrichakzent
Der Querstrichakzent (auch Querstrich-Akzent oder Balken) ist ein diakritisches Zeichen, das die Form eines waagerechten Querstrichs hat, der meist etwa in mittiger Höhe einen Buchstaben durchkreuzt. Er tritt auch in der Variation eines doppelten waagerechten Querstrichs auf. Verwandte Formen dieses Akzents sind der diakritische Schrägstrich und der diakritische senkrechte Strich, die im Englischen alle drei zusammengefasst als bar oder stroke bezeichnet werden. Graphisch verwandte Formen dieses Akzents sind das Makron über und der Unterstrichakzent unter dem Buchstaben. Das Makron wird manchmal auch Querstrich genannt, was zu Verwechslungen führen kann.
Der Querstrichakzent ist wie alle diakritischen Zeichen ein zusätzliches Zeichen, das eine Variante eines Buchstabens kennzeichnet, etwa für eine abweichende Aussprache oder Betonung. Er darf deshalb nicht mit Querstrichen verwechselt werden, die reguläre Teile von Buchstaben sind (etwa im f oder t) und auch nicht mit für sich allein stehenden waagerechten Strichen auf mittlerer Höhe, etwa dem Halbgeviertstrich.
In Zeichensätzen gibt es für Buchstaben mit Querstrichakzent eigene Zeichen. Typographisch inkorrekt wäre es, den Querstrichakzent mit der Textauszeichnung der Durchstreichung zu imitieren.

## Typographische Gestaltung
Der Querstrich kann entweder den gesamten Buchstaben durchkreuzen oder nur einen Teil davon, wie etwa im Ƀ oder Ð. Die genaue Position und Länge des Querstrichs ist dem Gestalter der Schriftart überlassen und kann sich nach dem verfügbaren Platz richten. Beispiel:

Der Buchstabe ǥ in verschiedenen Schriften

## In Alphabeten
Es gibt oder gab den Querstrichakzent in einigen Alphabeten:
- in mehreren Sprachen und Schriften Ƀ/ƀ
- im altenglischen, altnordischen, isländischen und färöischen Ð/ð (hier ist der Querstrich im Kleinbuchstaben schräg)
- im serbokroatischen, vietnamesischen und nordsamischen Đ/đ (hier ist der Querstrich auch im Kleinbuchstaben waagerecht)
- in mehreren afrikanischen Sprachen (Afrika-Alphabet) als Ɖ/ɖ „afrikanisches D“ (hier ist der Querstrich im Kleinbuchstaben tiefgestellt). In Unicode werden die drei gleich aussehenden Ð unterschieden.
- im skoltsamischen Ǥ/ǥ
- im maltesischen Ħ/ħ
- im Ɨ/ɨ, das in mehreren afrikanischen Sprachen (Afrika-Alphabet), z. B. Budu, verwendet wird
- in der südamerikanischen Sprache Arhuaco Ɉ/ɉ
- in Internationalen Phonetischen Alphabet ɟ (j ohne Punkt mit Querstrich)
- im venetischen Ƚ/ƚ
- im ƛ, das in mehreren amerikanischen Sprachen verwendet wird
- im aserbaidschanischen Ɵ/ɵ (1929–1939, 1939–1991 durch das kyrillische Ө ersetzt, welches aber ein eigener Buchstabe und kein O mit Querstrichakzent ist)
- im Afrika-Alphabet vorübergehend Ɵ/ɵ
- im Afrika-Alphabet Ɍ/ɍ
- im nordsamischen Ŧ/ŧ
- in mehreren Sprachen Ʉ/ʉ
- im selten verwendeten Ɏ/ɏ
- in mehreren Turksprachen wie dem Aserbaidschanischen oder dem Tatarischen Ƶ/ƶ (1920er Jahre)
- im heute nicht mehr gebräuchlichen lateinischen Alphabet des Kildinsamischen Ƶ/ƶ
- sporadisch oder handschriftlich im polnischen Ƶ/ƶ als Ersatz für das Zeichen Ż
- in phonetischen Alphabeten ƻ (Ziffer 2 mit Querstrich, obsolet)
- in phonetischen Alphabeten ƾ (Ligatur aus t und s mit Querstrich, obsolet)

## In der Schreibschrift
In der Schreibschrift kann ein zusätzlicher Querstrich helfen, Lesefehlern vorzubeugen. Er trägt also keine Bedeutung, sondern erleichtert lediglich das Lesen. 
- In Kontinentaleuropa und in Lateinamerika wird in der Schreibschrift die Ziffer 7 häufig mit einem Querstrich geschrieben, was die Unterscheidung zur Ziffer 1 verbessert.
- Ebenfalls wird in einigen Kulturen in der Schreibschrift häufig Ƶ anstelle von Z geschrieben, seltener auch ƶ anstelle von z, was die Unterscheidung zur Ziffer 2 verbessert.

## In Währungssymbolen
Es gibt oder gab den Querstrichakzent in einigen Währungssymbolen:
- für den argentinischen Austral als ₳ (als zusätzlicher und damit doppelter Querstrich in einem A)
- für den vietnamesischen Đồng als ₫ (als hochgestelltes d mit Querstrich, das oft zusätzlich unterstrichen ist)
- für den Euro als Eurozeichen € (als zusätzlicher und damit doppelter Querstrich in einem gerundeten E)
- für den laotischen Kip als ₭ (als Querstrich in einem K)
- für das britische Pfund, die italienische Lira und das irische Pfund als £ oder ₤ (als einfacher oder doppelter Querstrich in einem kursiven L)
- für den nigerianischen Naira als ₦ (als doppelter Querstrich in einem N)
- für den philippinischen Peso als ₱ (als einfacher oder doppelter Querstrich in einem P)
- für die indische Rupie als ₹ (aus R und र mit einem Querstrich gebildet)
- für den nord- und den südkoreanischen Won als ₩ (als doppelter Querstrich in einem W)
- für den japanischen Yen als ¥ (als doppelter Querstrich in einem Y)
- für den chinesischen Renminbi als ¥ (als doppelter Querstrich in einem Y)
- für den Zaïre als Ƶ

## In der Wissenschaft und Technik
- Das ħ wird als Zeichen für die reduzierte Planck-Konstante verwendet.
- Das ƛ (Lambda-Minuskel mit Querstrich) wird als Zeichen für die angular wavelength (Winkel-Wellenlänge) verwendet.
- Das Ŧ steht in der Dynamik für die höchstmögliche Anzahl der Drehbewegungen pro Lebenszyklus eines rotierenden Bauteils.

## Tastatureingabe

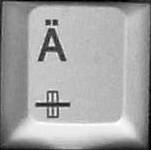
Die Taste Ä auf der T2-Tastaturbelegung mit Querstrichakzent

Auf den Tastaturbelegungen E1 und  T2 kann der Querstrichakzent über die Tottaste Alt Gr + Ä eingegeben werden. In Verbindung mit der Leertaste erzeugt diese Tottaste das typographisch korrekte Minuszeichen.